# وتیلیو
وتیلیو (به فرانسوی: Vatilieu) یک کمون در فرانسه است که در Canton of Tullins واقع شده‌است.

## خصوصیات
وتیلیو ۹٫۲۲ کیلومترمربع مساحت و ۳۳۹ نفر جمعیت دارد و ۵۶۰ متر بالاتر از سطح دریا واقع شده‌است.